# 井坂彰
井坂 彰（いさか あきら、1963年11月7日 - ）は、愛媛県を中心に活動しているラジオパーソナリティ、クラブDJ、タレントである。
香川県高松市出身。趣味は、スノーボード、ゴルフ、スキューバダイビング。

## 来歴
学歴：香川大学付属高松小学校－高松市立紫雲中学校　
高校時代からディスコのDJに憧れ、高松市のディスコで修行後上京し、渋谷の大箱ディスコなどでプレイする。
86年頃、先輩DJの紹介で松山に新規オープンするディスコでDJを始める。
当初は後任DJを育成するための3ヶ月間のみの契約であったが、そのまま松山で活動を続ける（2025年7月27日以降、継続中）。
ショップ店員やクラブの運営に携わりつつ、93年からラジオパーソナリティとして活動開始。
現在は、ラジオパーソナリティーやタレント業、ディスコDjを中心とした活動をしている。

## 人物
エフエム愛媛にてパーソナリティを務めるラジオ番組「井坂彰のGreat Noisy Club!」では、その屈託のない気取らないぶっきらぼうない話し方が好感を得ている。Great Noisy Club!、略して「グレノイ」は2013年2月15日に放送3000回、2020年12月17日に放送5000回を迎えた。
口調は、伊予弁をベースに関西弁・高松弁がちょっと混ざった感じで、いつもキャップをトレードマークとして被っている（ハンチングを被ることもある）。
JSBA C級スノーボードインストラクターの資格を取得。
SSIマスターダイバーの資格を取得。

## 現在の出演番組

### ラジオ
- 井坂彰のGreat Noisy Club!（エフエム愛媛　月 - 金 18:00 - 19:55 生放送）
- 雲のラジオ　（エフエム愛媛　第2・4・5金曜　13:30 -13:40）
- ニンジニアネットワーク NEXT HEROES FROM EHIME（エフエム愛媛　土 19:30 - 20:00）
- 井坂彰のサタデーライブ（南海放送ラジオ　土曜 13:00-16:00 生放送）

### テレビ
- サンデーゴルフ　We Love Golf宣言（あいテレビ 日曜 6:15-6:45）

## 過去の出演番組

### ラジオ
- MUSIC WONDERLAND（エフエム愛媛）
- X-treme CLUB（エフエム愛媛）
- Dream Collaboration 目指せ！あの雲に向かって（エフエム愛媛）

## テレビ
- あい愛フィッシング（あいテレビ）
- イメチェン（愛媛朝日テレビ）
- 編集長オクちゃん（南海放送）
- 井坂彰のパチスロでわっはっはーっ（テレビ愛媛）
- サンデーゴルフ　We Love Golf宣言（あいテレビ日曜 6:15-6:45）